# Anumeta
Anumeta é um gênero de traça pertencente à família Arctiidae.